# Resident Evil Portable
Resident Evil: Portable fue un videojuego de género survival horror de la saga Resident Evil que fue cancelado. Era un videojuego para la consola portátil de Sony, la PSP. Fue anunciado en el E3 durante el megatón de lanzamientos preparados para acompañar a la PSP Go!.
Durante esta feria no se dieron detalles exactos de la trama o algún contenido multimedia, pero lo que se sabe es que no era un remake sino un juego totalmente nuevo, además que distintas declaraciones del presidente de Capcom informan que es un juego totalmente diferente a los demás.
- Datos: Q2623306